# C/2014 R1 Borisov
C/2014 R1 Borisov è una cometa non periodica. La cometa è stata scoperta il 5 settembre 2014
dall'astrofilo Gennadij Borisov.

## Particolarità orbitali
Caratteristica di questa cometa è di avere piccole MOID con la Terra, 0,390 U.A., con Giove, 0,075 U.A. e una ancor più piccola con  Marte: normalmente questo fatto implica incontri ravvicinati tra i due corpi coinvolti e conseguenti modifiche, anche notevoli, degli elementi orbitali ma in questo caso visto il periodo della cometa, circa 2.402 anni, e la conseguente bassa probabilità che ne avvenga uno entro decine o centinaia di migliaia di anni, è più probabile che la cometa si disgreghi o volatilizzi prima che ciò accada.